# Binic
Binic (en bretó Binig, gal·ló Binic) és un municipi francès, situat a la regió de Bretanya, al departament de Costes del Nord. L'any 1999 tenia 3.110 habitants.

## Demografia
| Evolució de la població |      |      |      |       |       |       |       |      |
| 1793                    | 1800 | 1806 | 1821 | 1831  | 1836  | 1841  | 1846  | 1851 |
| -                       | -    | -    | -    | 1 828 | 2 229 | 2 324 | 2 407 | -    |

| 1856  | 1861  | 1866  | 1872  | 1876  | 1881  | 1886  | 1891  | 1896  |
| ----- | ----- | ----- | ----- | ----- | ----- | ----- | ----- | ----- |
| 2 811 | 2 673 | 2 738 | 3 458 | 2 457 | 2 231 | 2 379 | 2 222 | 2 305 |

| 1901  | 1906  | 1911  | 1921  | 1926  | 1931  | 1936  | 1946  | 1954  |
| ----- | ----- | ----- | ----- | ----- | ----- | ----- | ----- | ----- |
| 2 247 | 2 231 | 2 356 | 2 342 | 2 223 | 2 141 | 2 140 | 2 241 | 2 261 |

| 1962  | 1968  | 1975  | 1982  | 1990  | 1999  | 2006 | 2011 | 2016 |
| ----- | ----- | ----- | ----- | ----- | ----- | ---- | ---- | ---- |
| 2 099 | 2 212 | 2 326 | 2 602 | 2 798 | 3 110 | -    | -    | -    |

| 2019 | - | - | - | - | - | - | - | - |
| ---- | - | - | - | - | - | - | - | - |
| -    | - | - | - | - | - | - | - | - |

## Administració
| Període     | Identitat                           | Partit |  |
| ----------- | ----------------------------------- | ------ |  |
| 1821 - 1847 | François Le Saulnier de Saint-Jouan |        |  |
| 1847 - 1849 | Jacques Le Pommelec                 |        |  |
| 1849 - 1852 | Louis Marie                         |        |  |
| 1852 - 1870 | Jacques Le Pommelec                 |        |  |
| 1870 - 1871 | Albert Mancel                       |        |  |
| 1871 - 1874 | Jacques Le Pommelec                 |        |  |
| 1874 - 1874 | François Le Saulnier de Saint-Jouan |        |  |
| 1874 - 1881 | Yves Le Suave                       |        |  |
| 1881 - 1884 | Louis Le Saulnier de Saint-Jouan    |        |  |
| 1884 - 1908 | Jacques Le Pommelec                 |        |  |
| 1908 - 1912 | Gaspard Le Pommelec                 |        |  |
| 1912 - 1927 | Louis Piquenais                     |        |  |
| 1927 - 1929 | Henri Oriou                         |        |  |
| 1929 - 1935 | Joseph Corbille                     |        |  |
| 1935 - 1938 | Marcel Duval                        |        |  |
| 1938 - 1941 | Joseph Corbille                     |        |  |
| 1941 - 1941 | Jules Le Bras                       |        |  |
| 1941 - 1944 | Charles Bernard                     |        |  |
| 1944 - 1944 | Henri Collin                        |        |  |
| 1944 - 1944 | Joseph Corbille                     |        |  |
| 1944 - 1944 | Joseph Corbille                     |        |  |
| 1944 - 1947 | Robert Bouvier                      |        |  |
| 1947 - 1953 | Joseph Le Goaster                   |        |  |
| 1953 - 1968 | Ange Rossignol                      |        |  |
| 1968 - 1970 | Louis Boulard                       |        |  |
| 1970 - 1977 | Suzanne Joret                       |        |  |
| 1977 - 1983 | Georges Le Gonidec                  |        |  |
| 1983 - 1989 | Jean Burlot                         |        |  |
| 1989 - 1995 | Michel Laudrin                      |        |  |
| 1995 - 2008 | Yvon Batard                         | UMP    |  |
| 2008 -      | Christian Urvoy                     | PS     |  |